# Richard Markgraf
Richard Markgraf (* 13. März 1869 in Preßnitz; † 1916 im Fayyūm) war ein österreichischer Fossiliensammler und Finder bedeutender Säugetier- und Dinosaurierfossilien.

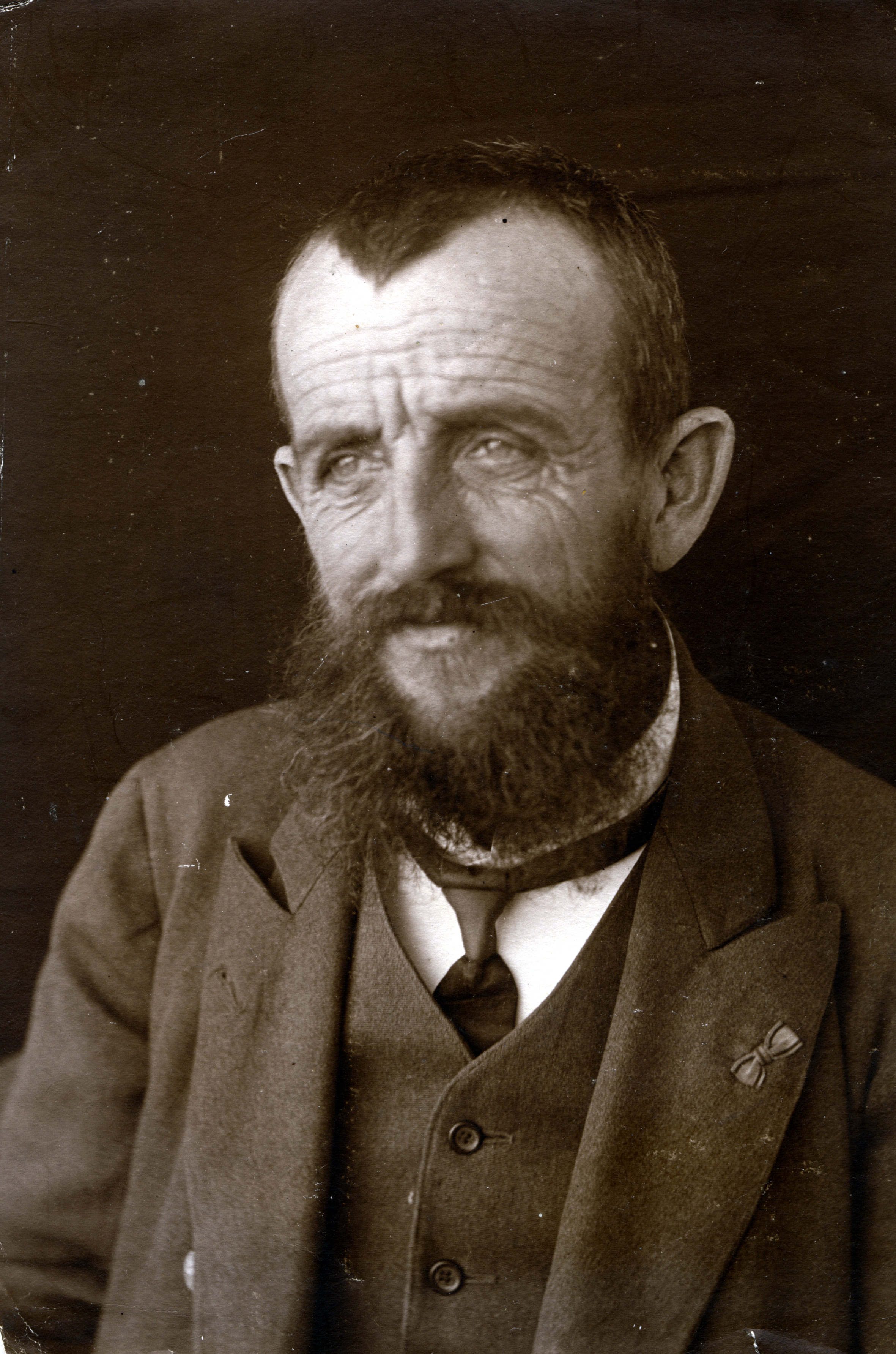
Richard Markgraf

## Leben
Die Familie Markgrafs stammte aus der ehemaligen Musikerstadt Preßnitz im böhmischen Teil des Erzgebirges. Richard Markgraf erlernte den Maurerberuf, schloss sich dann aber einer der zahlreichen umherreisenden Preßnitzer Musikgruppen an. Als reisender Musiker dürfte es Richard Markgraf schließlich nach Ägypten verschlagen haben, wo er krank und mittellos zurückblieb. Seinen kargen Unterhalt verdiente er sich unter anderem als Pianist im Shepheard Hotel in Kairo.
In Kairo traf Markgraf 1897 schließlich zufällig mit dem Geologen und Paläontologen Eberhard Fraas aus Stuttgart zusammen. Dieser heuerte Markgraf, wohl wegen seiner Arabischkenntnisse, an und nahm ihn mit zu seinen Forschungen in die Mokattam-Berge nahe Kairo. Dort erkannte Fraas das Talent seines Mitarbeiters für das Fossiliensammeln und brachte Markgraf die dafür nötigen Grundtechniken bei. Fortan arbeitete Markgraf als Sammler für Fraas. Das staatliche Museum für Naturkunde Stuttgart hat Markgraf einige fossile Walfunde von Weltrang zu verdanken, darunter Exemplare des Protocetus atavus und Eocetus schweinfurthi.
1903 unternahm der deutsche Paläontologe Ernst Stromer von Reichenbach seine zweite Forschungsreise nach Ägypten. Dort ließ er sich von Richard Markgraf, den er als „tüchtigen Sammler“ bezeichnete, zum Mokattam und in das Fayum begleiten. Mehr als zehn Jahre arbeitete Markgraf für Ernst Stromer und begleitete ihn auf dessen Expeditionen in Ägypten. Über die Jahre entstand eine Freundschaft zwischen beiden.
Im Jahr 1907 startete unter der Leitung von Henry Fairfield Osborn die erste amerikanische paläontologische Forscherexpedition außerhalb von Nordamerika mit Ziel Ägypten. Im Fayum angekommen stieß die amerikanische Expedition zufällig auf Richard Markgraf, der im Nebental sein Camp aufgeschlagen hatte und im Auftrag von Ernst Stromer auf Fossiliensuche war. Trotz Sprachbarrieren wurden sich Markgraf und Osborn einig und Markgraf sammelte jetzt auch für die Amerikaner. Die Expedition wurde ein Erfolg, es konnte eine umfangreiche Sammlung von Überresten känozoitischer Säugetiere für das American Museum of National History zusammengetragen werden. Osborns junger Begleiter, der Paläontologe Walter Willis Granger, hinterließ ein Expeditionstagebuch in dem auch der Erfolg Markgrafs als Beschaffer seltener Fossilien Erwähnung fand. Granger notierte auch eine von Markgraf entwickelte Technologie des Bergens von Fossilien in der Wüste. Dabei wurde die harte Oberfläche der Fossilien führenden Bodenschicht angekratzt und gelockert. Die Arbeit des Freilegens überließ Markgraf dem Wind. Diese Methode wird auch heute noch angewandt.

## Spinosaurus

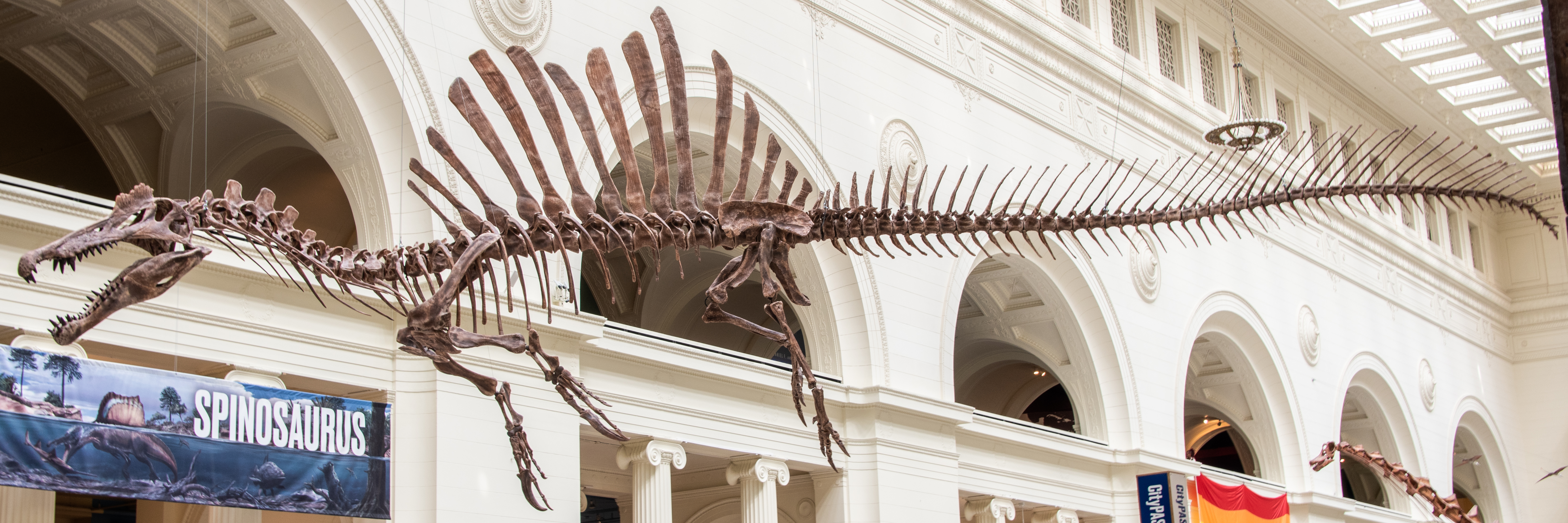
(Spinosaurus aegyptiacus, Skelettrekonstruktion)

Die spektakulärsten Funde, die Markgraf als Fossiliensammler tätigte waren die Dinosaurierfossilien von Baharija. In der abgelegenen ägyptische Oase stieß er 1912 im Auftrag von Ernst Stromer von Reichenbach auf die Überreste eines der größten Raubsaurier, die je gelebt haben, des Spinosaurus aegyptiacus. Neben diesem herausragenden Fund konnte er noch fossile Knochen von drei weiteren Raubsaurierarten, dem Aegyptosaurus baharijensis, Bahariasaurus ingens und Tameryraptor markgrafi (vormals als Carcharodontosaurus saharicus angesehen) bergen.
Der Ausbruch des Ersten Weltkrieges bedeutete für Markgraf den Verlust seiner Einnahmequelle aus dem Fossilienhandel. Er starb 1916 krank und völlig verarmt.
Markgrafs letzte Funde aus Baharija konnten aber erst einige Jahre nach dessen Tod von Stromer beschrieben werden. Die britische Verwaltung hielt infolge des Ersten Weltkrieges die für Stromer bestimmten Fossilienkisten in Ägypten zurück. Ernst Stromer von Reichenbach gelang es erst 1922 die Fossilien nach Deutschland zu holen. Die Dinosaurierknochen, allen voran die bisher einzig bekannten Fossilien eines Spinosaurus wurden in der Bayerischen Staatssammlung in München ausgestellt. Sie wurden 1944 durch einen der letzten Bombenangriffe des Zweiten Weltkriegs zerstört. Einige wenige Fotos waren der einzige Beweis der Existenz des Spinosaurus.
1999 gelang einem amerikanischen Team um den Forscher Joshua Smith die Wiederentdeckung des Spinosaurus in Baharija. Ein weiterer spektakulärer Fund der Amerikaner war ein riesiger pflanzenfressender Saurier, der zu Ehren Ernst Stromers von Reichenbach Paralititan stromeri benannt wurde.

## Ehrungen
Anders als anderen Helfern der Wissenschaft, die hinter den Forschern zurücktreten mussten, wurden Richard Markgraf Ehrungen zuteil. So wurde ihm 1904 die Verdienstmedaille des königlich württembergischen Kronordens verliehen. 1902 erhielt er die Bene-Merenti Medaille in Silber von der Bayerischen Akademie der Wissenschaften. Der von ihm in Ägypten entdeckte Schädel eines Primaten wurde 1913 von Ernst Stromer ihm zu Ehren als Libypithecus markgrafi benannt. Zuvor hatte bereits Max Schlosser ein von Markgraf geborgenes Primaten-Fossil aus Ägypten der neu eingeführten Gattung und Art Moeripithecus markgrafi zugeordnet.
Weitere nach Markgraf benannte Tierarten
- Markgrafia libyca (Fischart)
- Eotherium markgrafi (Seekuh)
- Masracetus markgrafi (Wal)
- Megapterodon markgrafi (Raubsäuger)
- Tameryraptor markgrafi (Carcharodontosaurus)

## Belege
1. ↑  Erstbeschreibung von Libypithecus markgrafi
2. ↑  Max Schlosser (1909): Über einige fossile Säugetiere aus dem Oligocän von Ägypten. In: Zoologischer Anzeiger. Band 35, S. 507. (PDF).

| Personendaten    | Personendaten                                      |
| ---------------- | -------------------------------------------------- |
| NAME             | Markgraf, Richard                                  |
| KURZBESCHREIBUNG | österreichischer Fossiliensammler und Paläontologe |
| GEBURTSDATUM     | 13. März 1869                                      |
| GEBURTSORT       | Preßnitz                                           |
| STERBEDATUM      | 1916                                               |